# Thea Woost
Thea Woost (* 13. Mai 1931 in Lenzen (Elbe); † 13. Dezember 2012 in Hamburg) war eine deutsche Politikerin der SPD und Mitglied der Hamburgischen Bürgerschaft.

## Leben und Politik
Thea Woost arbeitete bis zu ihrem Ruhestand 1991 als Verwaltungsbeamtin. Sie trat 1972 in die SPD ein. Sie übernahm die Aufgabe als Distriktvorsitzende und war Beisitzerin im SPD-Kreisvorstand Hamburg-Altona. Innerhalb der SPD war sie Vorsitzende der „Arbeitsgemeinschaft sozialdemokratischer Frauen“ (AsF) im Bezirk Altona. Über die AsF und den Partei-Distrikt Ottensen schaffte sie es auch auf die Liste zur Bürgerschaftswahl. Nach ihrer Abgeordnetenzeit übernahm sie in Altona den Vorsitz der AsF und wurde Vorsitzende des Landesseniorenbeirates. Von 1983 bis 1991 war Thea Woost Mitglied der Hamburgischen Bürgerschaft. Ihre politischen Schwerpunkte waren die Frauen- und Umweltpolitik. Sie war bis zu dessen Tod 1999 mit dem Leiter des Hamburger Landesfilmarchivs und Altonaer Bezirksabgeordneten Eggert Woost verheiratet, mit dem sie einen Sohn hatte.